# Quanfeng (köpinghuvudort i Kina, Jiangxi Sheng, lat 29,13, long 114,07)
Quanfeng är en köpinghuvudort i Kina. Den ligger i provinsen Jiangxi, i den sydöstra delen av landet, omkring 180 kilometer väster om provinshuvudstaden Nanchang. Antalet invånare är 26 384. Befolkningen består av 12 904 kvinnor och 13 480 män. Barn under 15 år utgör 22,0 %, vuxna 15-64 år 70 %, och äldre över 65 år 7,0 %.
Runt Quanfeng är det ganska tätbefolkat, med 160 invånare per kvadratkilometer. Närmaste större samhälle är Guandao, 19,2 km nordväst om Quanfeng. I omgivningarna runt Quanfeng växer i huvudsak blandskog.
Genomsnittlig årsnederbörd är 2 181 millimeter. Den regnigaste månaden är maj, med i genomsnitt 349 mm nederbörd, och den torraste är januari, med 56 mm nederbörd.